# Köbi Wyssen
Köbi Wyssen (7 gennaio 1974) è un ex sciatore alpino svizzero.

## Biografia
Slalomista puro originario di Reichenbach im Kandertal, Wyssen debuttò in campo internazionale in occasione dei Mondiali juniores di Maribor 1992; in Coppa del Mondo disputò 6 gare (la prima a Sestriere il 15 dicembre 1997, l'ultima a Kitzbühel 24 gennaio 1999) senza portarne a termine nessuna, mentre in Coppa Europa ottenne il miglior piazzamento l'11 febbraio 1998 a Sankt Moritz (7º)
e prese per l'ultima volta il via il 13 febbraio 2000 a Ofterschwang, senza completare la gara. Si ritirò durante la stagione 2000-2001 e la sua ultima gara fu uno slalom speciale FIS disputato il 20 gennaio a Sörenberg; non prese parte a rassegne olimpiche o iridate.

## Palmarès

### Coppa Europa
- Miglior piazzamento in classifica generale: 89º nel 1999

### Campionati svizzeri
- 1 medaglia:
  - 1 bronzo (slalom speciale nel 1998)